# Kihung állomás
Kihung (Giheung) állomás a szöuli metró Szuin–Pundang (Suin–Bundang) vonalának és a jongini (yongini) Everline könnyűmetrónak az állomása. Az állomást 2011. december 28-án nyitották meg a Pundang (Bundang) vonalon, melyet 2020-ban összevontak a Szuin (Suin) vonallal.

## Viszonylatok
| Szuin–Pundang (Suin–Bundang) vonal                    | Szuin–Pundang (Suin–Bundang) vonal    | Szuin–Pundang (Suin–Bundang) vonal                       |
| ----------------------------------------------------- | ------------------------------------- | -------------------------------------------------------- |
| Singal Cshongnjangni (Cheongnyangni) felé             | személyvonat                          | Szanggal (Sanggal) Incshon (Incheon) felé                |
| Csukcson (Jukjeon) Cshongnjangni (Cheongnyangni) felé | Pundang (Bundang) vonal expresszvonat | Mangpho (Mangpo) Koszek (Kosaek) felé                    |
| EverLine                                              |                                       |                                                          |
| végállomás                                            | Everline                              | Kangnam (Gangnam) Egyetem Csonde (Jeondae)–Everland felé |